# San Javier, Santa Cruz

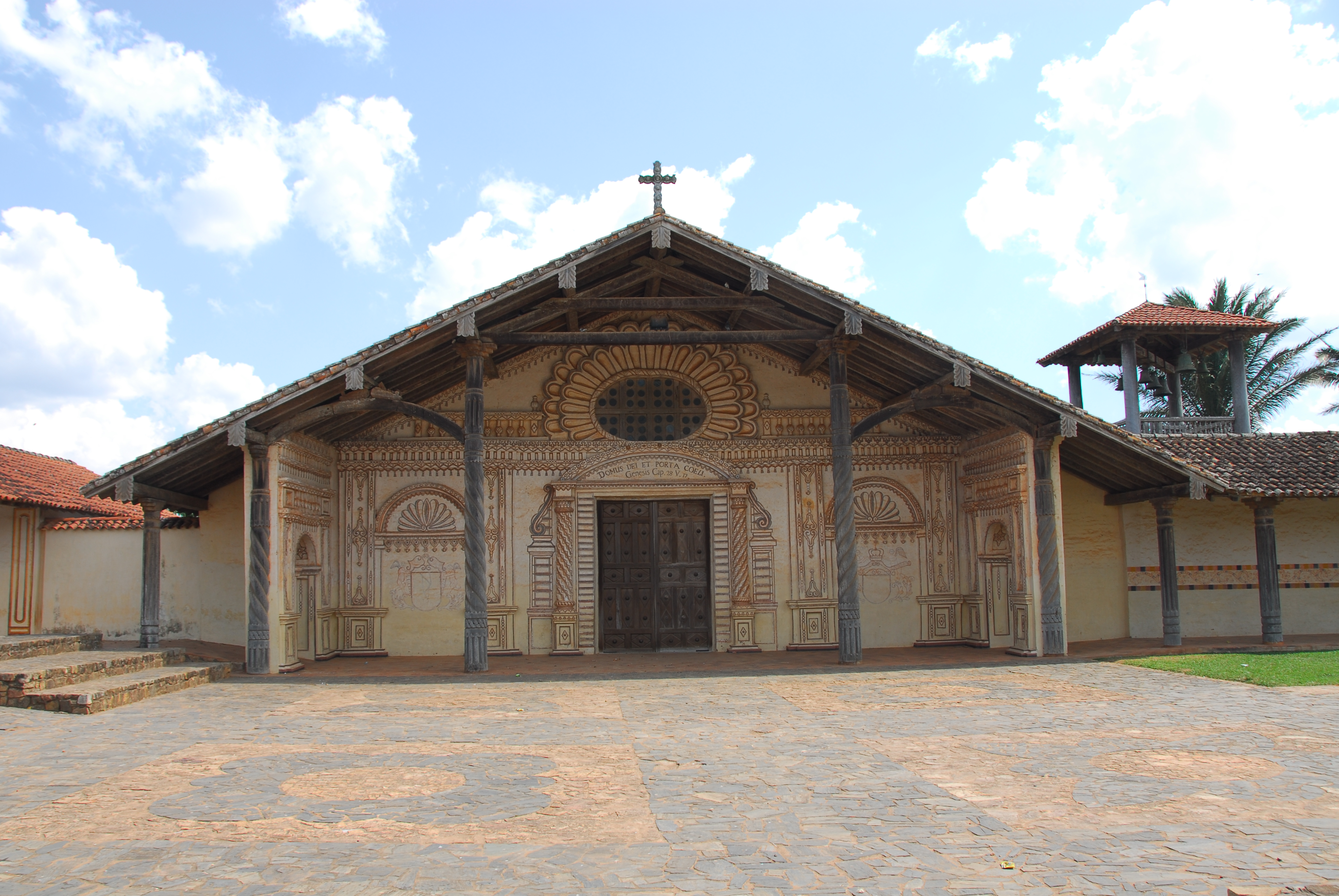
San Javier

San Javier är en ort i den bolivianska provinsen Ñuflo de Chávez i departementet Santa Cruz.

## Världsarv
Staden är känd som en del av Jesuit Missions av Chiquitos som deklareras under 1990 ett världsarv.